# Victim Impact Statement
Als Victim Impact Statement oder Victim Personal Statement wird im Rechtssystem verschiedener Länder des angelsächsischen Rechtskreises eine Erklärung bezeichnet, in der das Opfer einer Straftat im Rahmen eines Gerichtsverfahrens die Folgen der Tat für das eigene Leben darstellt. Die Erklärung kann sich sowohl an das Gericht als auch an den Täter richten und ist vom Gericht bei der Festlegung der Strafe zu berücksichtigen. Ziel von Victim Impact Statements ist insbesondere eine direkte Beteiligung der Opfer am Strafprozess.

## Historische Entwicklung
Victim Impact Statements entstanden Mitte der 1970er Jahre in den USA und fanden dort ab Anfang der 1980er Jahre zunehmend Verbreitung. Seit der Feststellung ihrer Verfassungsmäßigkeit durch die Entscheidung Payne v. Tennessee des Obersten Gerichtshofs der Vereinigten Staaten im Jahr 1991 wurden sie in verschiedener Form Bestandteil der Rechtssysteme aller amerikanischen Bundesstaaten. Sie sind darüber hinaus auch in anderen Ländern wie beispielsweise in Neuseeland und in allen Bundesstaaten und Territorien Australiens, in Kanada, in Großbritannien und seit Anfang der 1990er Jahre auch in Irland möglich.

## Juristische Bedeutung
Die Abgabe eines Victim Impact Statements durch die Betroffenen erfolgt vor der Verkündung des Urteils, beziehungsweise bei Verfahren mit getrennter Schuldfeststellung und Straffestsetzung vor der Bekanntgabe des Strafmaßes. Darüber hinaus sind solche Erklärungen teilweise auch in Anhörungen zu einer vorzeitigen Haftentlassung oder Strafaussetzung in Gebrauch. Die Möglichkeit zu einem Victim Impact Statement besteht in den entsprechenden Ländern vor allem bei schwerwiegenden Straftaten, insbesondere Gewaltdelikten wie Mord, Vergewaltigung und Körperverletzung. Bei Straftaten mit Todesfolge obliegt die Abgabe einer solchen Erklärung den nächsten Angehörigen des Opfers.
Ein Victim Impact Statement kann zum einen an das Gericht, insbesondere an die beteiligten Richter beziehungsweise Geschworenen, und zum anderen auch an den Täter gerichtet sein, und vom Opfer sowohl persönlich im Gerichtssaal als auch in Form einer Video- oder Audioaufzeichnung abgegeben werden. Das Opfer erhält im Rahmen seiner Erklärung die Möglichkeit, die Auswirkungen der Tat auf sein körperliches und seelisches Wohlbefinden, auf seine sozialen Beziehungen, auf seine sozioökonomische Situation sowie auf andere Aspekte des eigenen Lebens darzustellen. In einigen US-Bundesstaaten darf sich das Opfer darüber hinaus direkt zu dem aus seiner Sicht gerechten Strafmaß äußern. Die Richter beziehungsweise Geschworenen sind in der Regel angehalten, diese Erklärungen bei der Strafzumessung angemessen zu berücksichtigen.
Im deutschen Strafrecht findet sich eine mit Victim Impact Statements vergleichbare Regelung in § 69 Absatz 2 Satz 2 des sechsten Abschnitts der Strafprozessordnung, der Regelungen zu Zeugen enthält.

## Auswirkungen
Die Einführung von Victim Impact Statements gilt in den betreffenden Ländern als einer der wichtigsten Erfolge von Opferschutz-Organisationen und -Initiativen. Ziel dabei war es insbesondere, den Opfern von Straftaten eine direkte Beteiligung am Strafprozess zu ermöglichen und ihre Zufriedenheit mit dem Rechtssystem zu erhöhen. Victim Impact Statements waren allerdings von Beginn an umstritten, da insbesondere befürchtet wurde und wird, dass sie zu unangemessen hohen Strafen führen würden. Ein solcher Trend konnte jedoch durch Untersuchungen nicht belegt werden. Darüber hinaus wird von Kritikern angeführt, dass Victim Impact Statements die Strafzumessung unzulässig durch emotionale Aspekte beeinflussen würden.
Untersuchungen zu den Auswirkungen von Victim Impact Statements haben zu widersprüchlichen Ergebnissen geführt. So ergab Anfang der 1990er Jahre eine Studie in Ohio, dass Victim Impact Statements die Wahrscheinlichkeit für eine Verurteilung zu einer Freiheitsstrafe erhöhen, in einer Studie in New York City konnte ein solcher Effekt hingegen nicht gezeigt werden. Während eine Untersuchung aus dem Jahr 2008 erbrachte, dass Verbrechensopfer, die ein Victim Impact Statement abgaben, dies als positive Erfahrung empfanden, fanden sich in anderen Studien Hinweise darauf, dass Victim Impact Statements entgegen den Erwartungen bei ihrer Einführung nicht zu einer höheren Zufriedenheit der Opfer mit dem Rechtssystem führen.